# Monteleone di Puglia
Monteleone di Puglia – miejscowość i gmina we Włoszech, w regionie Apulia, w prowincji Foggia.
Według danych na rok 2004 gminę zamieszkiwało 1413 osób, 39,2 os./km².